# Tonko Tonkens

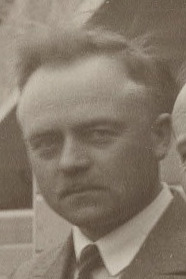
Tonko Tonkens

Tonko Tonkens (Midwolda, 9 augustus 1889 - Ameland, 8 september 1945) was een Nederlandse architect. Tonkens, zoon van een timmerman, dreef samen met zijn collega Bonne Kazemier (1875-1967) in Groningen het architectenbureau Kazemier & Tonkens, dat in de periode 1919-1940 duizenden woningen in die stad heeft ontworpen. Hun verenigingslokaal voor de Vrijzinnig Lutherse Vereniging in de Haddingestraat in Groningen is aangewezen als rijksmonument.
De Tonkensstraat nabij het Euroborg-stadion in de Europapark-buurt in Groningen is vernoemd naar de architect.

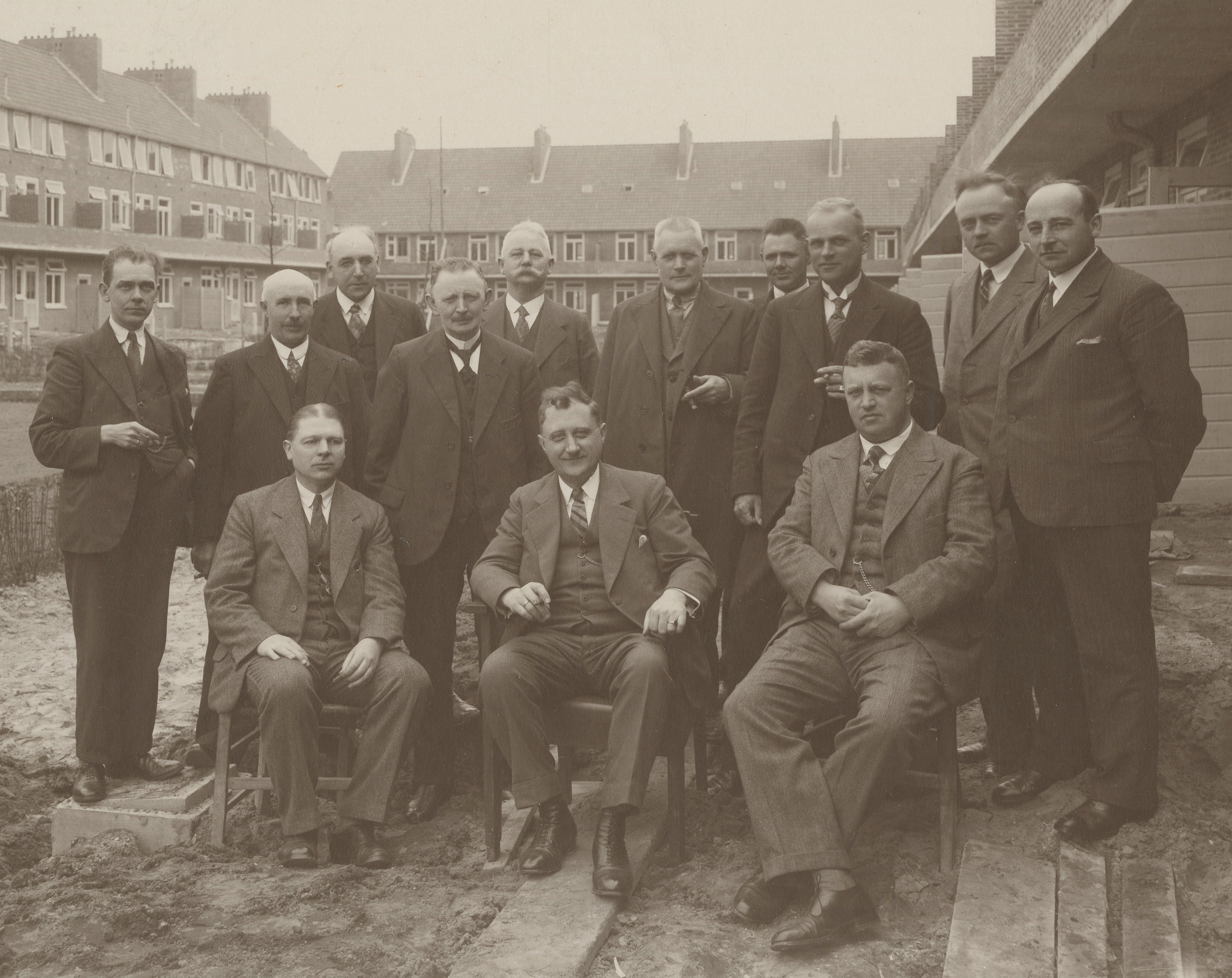
Groepsfoto binnenterrein van bouwblok Oliemuldersweg (links), Klaprooslaan (midden) en Nachtegaalstraat (rechts) in de Oosterparkwijk, Groningen: Bonne Kazemier (derde van links), Tonkens (tweede van rechts) en wethouder Eltjo Rugge (vijfde van rechts)